# 안동별궁

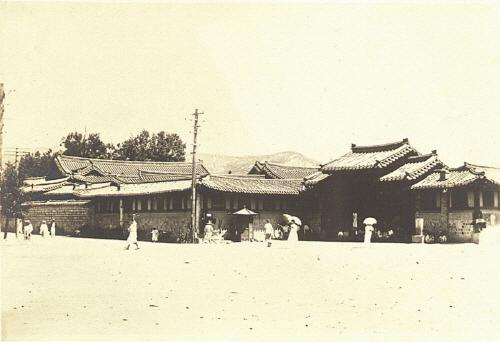
안동별궁

안동별궁(安洞別宮)은 한성부 북부 안국방, 지금의 서울특별시 종로구 율곡로3길 4 옛 풍문여자고등학교(현 서울공예문화박물관) 자리에 있던 조선 시대의 별궁이다. 조선 고종 15년(1878) 11월에 건물이 건립되기 이전에는 왕족들이 거주하던 곳이었다. 1965년에 해체되었다.
안동별궁은 고종 대에 왕실 결혼식을 두 차례나 치르는 등 왕실가의 공식 행사를 하던 대표적인 장소였다. 안동별궁이 지어지기 전 이 터에는 연경궁이 있었다. 연경궁은 조선 전기 대군의 소유지였다가 공주의 집터로, 그 후손이 벌열가문을 형성하여 세거하는 집터가 되었다가 다시 왕실(숙종의 아들 연령군) 소유가 되었다. 연경궁은 고종 즉위 후 1879년 11월 본격적으로 왕실 직속 별궁으로 공사가 시작되어 1881년 완공되었고 이때부터 안동별궁으로 불리게 된다. 이곳에서 1882년 2월, 왕세자 이척(순종)과 세자빈 민씨(순명효황후)가 가례를 올렸고, 1904년 순명효황후가 사망한 뒤 두 번째 황후인 황태자비 윤씨(순정효황후)의 가례도감이 이곳에 설치되었다. 
1910년 이후 안동별궁은 이왕직(李王職) 소유가 되어 환관, 궁녀 등 나인들의 거처로 사용하였다. 1936년에는 안동별궁의 부지 일부가 최창학과 민대식에게 넘어갔다. 민대식은 이 자리에 지금의 풍문여자·중고등학교의 전신인 휘문소학교를 세웠다. 그 후 학교에 남아 있던 안동별궁의 건물 가운데 2동은 1965년 8월 31일 운동장 확보와 교사 신축을 위해 해체되어 정화당은 서울 강북구 우이동(현 메리츠화재연수원), 경연당과 현광루는 경기 고양의 한 골프장으로 각각 이전했다